# Juan II (obispo de Oviedo)
Juan II (m. 1243) fue obispo de Oviedo entre los años 1210 y 1243. Durante su pontificado, la iglesia de Oviedo recibió del rey Fernando III el Santo junto a su esposa Beatriz de Suabia y sus hijos Fadrique, Enrique, Fernando y Alfonso X de Castilla, que era gobernador de Asturias y rey de Castilla y de León a la muerte de su padre, varias iglesias y lugares de las que había sido desposeída, como las del cellero de Olloniego y el castillo de Tudela Veguín. Además, los reyes añaden a la iglesia de Oviedo la de San Martín de Luiña, la de San Salvador del Puerto y la de San Juan de los Arroyos, si bien la de San Salvador del Puerto fue en concepto de devolución, puesto que ya había sido cedida a la iglesia asturiana por el rey Fernando II.
Durante su pontificado estuvo en Oviedo el fraile franciscano Fray Pedro «el Compadre», llamado así porque fue compañero de San Francisco de Asís, donde fundó un convento de Órdenes menores que más adelante se llamó de San Francisco y puede que hubiera fundado otro en Avilés. Con ocasión de la visita de este obispo a Avilés para bendecir al abad del Monasterio de Corias, el rey Alfonso IX hizo varias donaciones al Monasterio de Valdediós.
| Predecesor: Rodrigo II | Obispo de Oviedo 1210 - 1243 | Sucesor: Rodrigo III |